# Godofred de Trani
Godofred de Trani (Trani, ca. 1200 - Lió, 11 d'abril de 1245) fou un canonista i cardenal italià de l'Església catòlica.

## Vida[calcitació]
Godofred estudià a Bolonya amb Azo. Fou professor de Dret a Nàpols i Bolonya i exercí en 1240 com a auditor, és a dir, com a jutge, a la cúria romana. El papa Innocenci IV el nomenà el 28 de maig de 1244 cardenal de l' Església de Sant Adrià al Fórum; i com a tal signà documents papals des del 23 de gener al 3 d'abril de 1245.
La seua obra principal és la Summa super rubricis decretalium, també designada com a Summa titulorum decretalium o Summa super titulis decretalium. Sorgí entre el final de 1241 i la meitat de 1243. Es tracta d'un manual sobre la col·lecció de Decretals encarregada per Gregori IX, que són conegudes generalment com a Liber Extra.
El manual de Godofred és destacable pel seu llenguatge clar i comprensible, la seua orientació a qüestions pràctiques dels religiosos així com la seua clara resolució de qüestions disputades. Per això tingué una gran difusió i gaudí de gran influència, especialment entre els membres de la cúria romana.

## Obra
- Apparatus glossarum in Decretales Gregorii IX.
- Summa super rubricis decretalium. Manuscrito del s. XIV.
  - Còpia d'un manuscrit escrit ca. 1250 a París: http://laurentius.lub.lu.se/volumes/Mh_11/ Arxivat 2006-12-09 a Wayback Machine.
  - Edició moderna: Gottofredo da Trani (Goffredus Tranensis): Summa super titulis decretalium. Nova impressió de l'edició de Lyon 1519. Aalen: Scientia 1968.